# Nannoperca
Nannoperca – rodzaj ryb z rodziny skalnikowatych (Percichthyidae).

## Klasyfikacja
Gatunki zaliczane do tego rodzaju:
- Nannoperca australis
- Nannoperca obscura
- Nannoperca oxleyana
- Nannoperca variegata